# Francisco Benjamin Gallotti
Francisco Benjamin Gallotti (Tijucas, 2 de fevereiro de 1895 — Rio de Janeiro, 16 de dezembro de 1961) foi um engenheiro, advogado e político brasileiro.
Filho dos italianos Beniamino (Benjamin) Gallotti e Francisca Angeli e irmão de Luís Gallotti.
Formado em engenharia civil pela Escola Politécnica do Rio de Janeiro, em 1919, e bacharel em direito pela Faculdade de Direito do Rio de Janeiro, em 1936.
Foi diretor geral do Departamento Nacional de Obras Contra a Seca (DNOCS), em 1946.
Foi senador por Santa Catarina, afiliado ao Partido Social Democrático (PSD). Como suplente convocado, completou o mandato de Nereu Ramos após seu falecimento.  Pelo PSD, também foi candidato ao governo de Santa Catarina em 1955, sendo derrotado por Jorge Lacerda.

## Homenagem
- Em sua homenagem foi nomeada a Escola de Educação Básica Senador Francisco Benjamim Gallotti em Tubarão.